# Graptophyllum spinigerum
Graptophyllum spinigerum là một loài thực vật có hoa trong họ Ô rô. Loài này được F.Muell. mô tả khoa học đầu tiên năm 1878.